# 구문소동
구문소동(求文沼洞)은 대한민국 강원특별자치도 태백시의 행정동이다.

## 개요
구문소동은 태백시의 가장 남쪽에 위치해 있으며, 경상북도 봉화군 석포면과 경계를 접하고 있다. 낙동강의 발원이 되는 황지천이 구문소 앞에서 철암천과 합쳐져서 경상도로 흘러들어간다. 국도 제35호선을 이용하여 경상북도에서 태백으로 들어올 수 있는 관문이며, 마을의 중앙에 있는 구문소는 천하명승으로 강물이 산을 뚫고 지나가는 기이한 곳이다. 구문소 일대는 고생대 자연환경으로 학계 등 전국적인 인지도가 있고, 문화재 보호구역으로 지정되어 있다. 구문소 아래와 나팔고개 터널 산기슭은 누구라도 화석을 찾아볼 수 있는 우리나라의 대표적인 삼엽충 산출지이다.
1998년 행정구역 개편 때 장성1동과 동점동을 통합하여 만들어졌다.
이 지역은 강원특별자치도 최남단에 위치한 행정구역이다.

## 법정동
- 장성동 일부 : 1-134, 216-221, 산1, 산29-79번지
- 동점동(銅店洞)

## 교육
- 삼성초등학교
- 태백중학교
- 동점초등학교
- 장성여자중학교
- 한국항공고등학교
- 태백시교육지원청

## 관광
- 구문소관광단지
- 365세이프타운&중앙지구 챌린져 체험장